# Вилхојт (Аризона)
Вилхојт (енгл. Wilhoit) насељено је место без административног статуса у америчкој савезној држави Аризона.

## Демографија
По попису из 2010. године број становника је 868, што је 204 (30,7%) становника више него 2000. године.
| Група             | 2000.       | 2010.       |
| Белци             | 610 (91,9%) | 766 (88,2%) |
| Афроамериканци    | 0 (0,0%)    | 2 (0,2%)    |
| Азијати           | 2 (0,3%)    | 2 (0,2%)    |
| Хиспаноамериканци | 38 (5,7%)   | 81 (9,3%)   |
| Укупно            | 664         | 868         |